# Sergiyev Posad

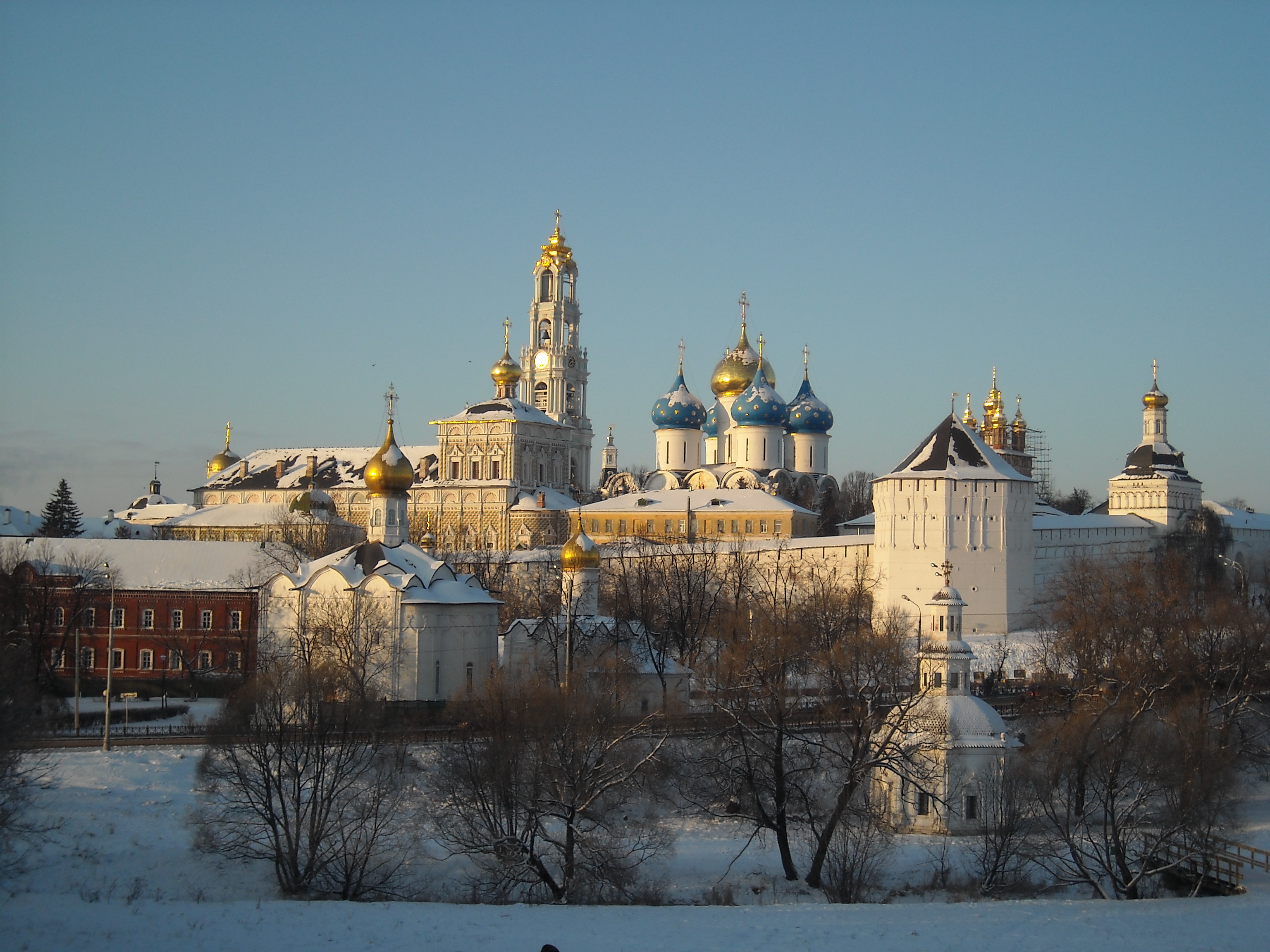

Sergiyev Posad (tiếng Nga: Сергиев Посад) là một thành phố và trung tâm hành chính của quận Sergiyevo Posadsky, tỉnh Moskva, Nga. Nó phát triển trong thế kỷ 15 xung quanh một trong những tu viện lớn nhất của Nga, Lavra Thiên Chúa Ba Ngôi (di sản thế giới UNESCO từ năm 1993) được thành lập bởi St Sergius của Radonezh. Tư cách thị xã đã được cấp cho nó trong năm 1742. Như tên của thị trấn, ám chỉ đến St Sergius, có ý nghĩa tôn giáo mạnh mẽ, chính quyền Xô viết thay đổi đầu tiên thành Sergiyev vào năm 1919, và sau đó thành Zagorsk vào năm 1930, theo nhà cách mạng Zagorsky. Tên ban đầu là phục hồi vào năm 1991. Dân số: 110.900 (kết quả sơ bộ Tổng điều tra dân số năm 2010),  113.581 người (điều tra dân số 2002), 114.696 người (điều tra dân số 1989).
Du lịch gắn liền với vành đai vàng đóng một vai trò quan trọng trong nền kinh tế khu vực. Ngoài ra còn có một nhà máy sản xuất đồ chơi quan trọng.
Tuyến đường sắt Moscow-Yaroslavl và đường cao tốc đi qua thị xã. 